# Agribank
Agribank ou Banque vietnamienne pour l'agriculture et le développement rural du Viêt Nam (vietnamien : Ngân hàng Nông nghiệp và Phát triển Nông thôn Việt Nam) est la plus grande banque commerciale du Viêt Nam. 

## Présentation
La banque Agribank a été créée en 1988. 
En 2007, Agribank fonctionne avec 2 200 points d'accueil et 30 000 employés.
En 2019, elle est toujours détenue par l'état vietnamien qui veut vendre 35% des actions en 2020.